# 4972 Pachelbel
A 4972 Pachelbel (ideiglenes jelöléssel 1989 UE7) a Naprendszer kisbolygóövében található aszteroida. Freimut Börngen fedezte fel 1989. október 23-án.